# Adrien Houngbédji
Adrien Houngbédji (Aplahoué, 5 marzo 1942) è un politico e avvocato beninese.
Dopo aver esercitato l'incarico di Procuratore della Repubblica a Cotonou, nel 1968 intraprese la professione di avvocato. Nel marzo 1975 fu condannato a morte da un tribunale rivoluzionario per aver assunto la difesa di un oppositore al regime di Mathieu Kérékou; evase dal carcere e si rifugiò prima in Francia e successivamente in Gabon.
Tornato in patria nel 1990, fondò il Partito del Rinnovamento Democratico e l'anno successivo divenne Presidente dell'Assemblea nazionale, mentre dal 1996 al 1998 ricoprì la carica di Primo ministro.
Si candidò più volte alla carica di Presidente della Repubblica: alle elezioni presidenziali del 1991 ricevette il 4,6% dei voti, ottenendo poi il 19,7% alle presidenziali del 1996 e il 13,5% a quelle del 2001; in occasione delle elezioni del 2006 conseguì il 24,2% al primo turno e il 25,4% al ballottaggio, ma fu sconfitto da Yayi Boni. Si ripresentò nuovamente alle presidenziali del 2011, quando ottenne il 35,6% dei voti.